# Weekly Recommend
Weekly Recommend（ウィークリーリコメンド）は、ミュージックバード for コミュニティFMで放送されている番組。当番組を聴取するには、ネットを行うコミュニティ放送局又はJCBAインターネットサイマルラジオなどのサイマル放送から聴取する必要がある。

## 概要
ミュージックバードが薦める音楽が毎週1曲紹介される（いわゆるヘヴィー・ローテーション）。月曜日の最初の放送分で新しい曲に変わり、日曜日の最終の放送分まで同じ曲が放送される。
なお、『防災・防犯インフォメーション』同様、コミュニティ放送局によっては、ニュース・天気予報や市町村のお知らせなどの別のミニ番組への差し替えや、コミュニティ放送局の自主制作番組の放送に伴って一部の時間枠が放送されないことがある。

## 放送時間
2022年4月現在のタイムテーブルを元に作成。全曜日で放送される時間枠もあるが、大半は平日（月曜日から金曜日）又は週末（土曜日・日曜日）のみの放送となる。
なお、2021年7月から一部の時間枠で変更となり、平日のみだった5:55からの放送を週末にも、週末のみだった14:55からの放送を平日にもそれぞれ拡大され、23:55からの放送はFM世田谷制作の『ここは夜のどこか』の放送開始に伴い、週末のみの放送となった。2022年4月からは7:55からの放送を土曜日も行うこととなり、全曜日放送となった。2023年3月に『ここは夜のどこか』が放送終了したことに伴い、同年4月からは23:55からの放送を1年9ヶ月ぶりに平日にも再拡大され、全曜日放送となった。
- 05:55 - 06:00
- 06:55 - 07:00（平日のみ）
- 07:55 - 08:00
- 08:55 - 09:00（週末のみ）
- 11:55 - 12:00（週末のみ）
- 13:55 - 14:00（週末のみ）
- 14:55 - 15:00
- 16:25 - 16:30（平日のみ）
- 16:55 - 17:00（週末のみ）
- 17:55 - 18:00
- 19:55 - 20:00（週末のみ）
- 20:55 - 21:00
- 22:55 - 23:00（週末のみ）
- 23:55 - 24:00